# 克劳斯·邦萨克
克劳斯·邦萨克（德語：Klaus Bonsack，1941年12月26日—2023年3月5日），德国男子雪橇运动员。他曾代表东德和德国联队参加1964年、1968年和1972年冬季奥林匹克运动会雪橇比赛，共获得一枚金牌、一枚银牌和二枚铜牌。